# Louis Schaub
Louis Schaub (Fulda, Alemania, 29 de diciembre de 1994) es un futbolista austro-alemán. Juega de centrocampista y su equipo es el S. K. Rapid Viena de la Bundesliga.

## Biografía
Es hijo del exjugador Fred Schaub. Su hermano Fabian Schaub también es futbolista.

## Selección nacional
Ha sido internacional con la selección de Austria en 29 ocasiones anotando 8 goles. En categorías inferiores lo ha sido con las selecciones sub-21, sub-19, sub-17 y sub-16 en 33 ocasiones anotando 6 goles.

## Clubes
| Club                    | País     | Año       |
| ----------------------- | -------- | --------- |
| S. K. Rapid Viena       | Austria  | 2012-2018 |
| 1. F. C. Colonia        | Alemania | 2018-2022 |
| Hamburgo S. V. (cedido) | Alemania | 2020      |
| F. C. Lucerna (cedido)  | Suiza    | 2020-2021 |
| Hannover 96             | Alemania | 2022-2024 |
| S. K. Rapid Viena       | Austria  | 2024-     |

## Palmarés

### Títulos nacionales
| Título        | Club          | País  | Año  |
| ------------- | ------------- | ----- | ---- |
| Copa de Suiza | F. C. Lucerna | Suiza | 2021 |